# Changyuan
För andra betydelser, se Changyuan (olika betydelser).
Changyuan är ett härad som lyder under Xinxiangs stadsprefektur i Henan-provinsen i centrala Kina.